# 宮内豊 (財務官僚)
宮内 豊（みやうち ゆたか、1958年5月27日 - ）は、日本の財務官僚。山形県総務部長や、財務省関税局長、内閣官房TPP政府対策本部国内調整総括官等を歴任した。

## 人物・経歴
東京都練馬区出身。1977年 麻布高等学校卒業。1981年 東京大学法学部卒業、大蔵省入省（大臣官房文書課）。1985年 銀行局調査課調査係長。1987年7月 大阪国税局灘税務署長。1995年 主税局税制第一課長補佐（総括）。1997年 大蔵省大臣官房企画官。1998年 東京税関総務部長。1999年 山形県総務部長。2002年 財務省主計局主計官。2005年 財務省主税局調査課長。2006年 財務省主税局税制第一課長。2007年 財務省主税局総務課長。
2009年 財務省大臣官房付兼内閣府本府行政刷新会議事務局次長。2010年 財務省大臣官房審議官（主税局担当）。2012年 関東信越国税局長。2013年 財務省関税局長兼税関研修所長。
2015年 内閣官房内閣審議官（内閣官房副長官補付）兼TPP政府対策本部員。2016年 内閣官房TPP政府対策本部国内調整総括官。2017年 退官、財務省顧問、三井住友信託銀行顧問、PwC税理士法人顧問、橋本総業顧問、双日顧問。2019年ライフネット生命保険監査役。2020年 カノークス取締役。2021年橋本総業ホールディングス取締役。2022年11月29日一般財団法人日本不動産研究所理事長。

## 著書
- 『改正税法のすべて〈平成8年版〉』大蔵財務協会 1996年